# Scopula asellaria
Scopula asellaria là một loài bướm đêm trong họ Geometridae.